# Thaiza Hortegal
Thaiza de Aguiar Hortegal, mais conhecida como Dra. Thaiza (Santarém, 10 de maio de 1989), é uma médica e política brasileira. Filiada ao Partido Democrático Trabalhista (PDT), foi deputada estadual do Maranhão.
Thaiza Hortegal é médica pediatra formada em 2011, com especializações no Instituto Materno Infantil, em Pernambuco, e Santa Casa de Misericórdia, em São Paulo. É filha de Almiralice Alves de Aguiar e Talvane Hortegal. Natural de Santarém, no Pará, foi criada desde pequena no Maranhão, terra natal de seu pai, onde firmou raízes e construiu sua vida profissional e política. Atuou principalmente nas regiões do Baixo Parnaíba, em específico Chapadinha, e da Baixada Maranhense, onde foi primeira-dama da cidade de Pinheiro. Nas eleições de 2018, foi eleita deputada estadual com 51.869 votos, o equivalente a 1,75% do total. Como médica, desenvolve um trabalho de assistência especial na área da saúde, com foco na humanização. Foi casada com o prefeito de Pinheiro Luciano Genésio, com quem tem dois filhos, João e Esther. Não conseguiu obter a reeleição em 2022. 
Assumiu a Secretaria de Governo da Prefeitura de Pinheiro em setembro de 2023.